# 西馬込駅

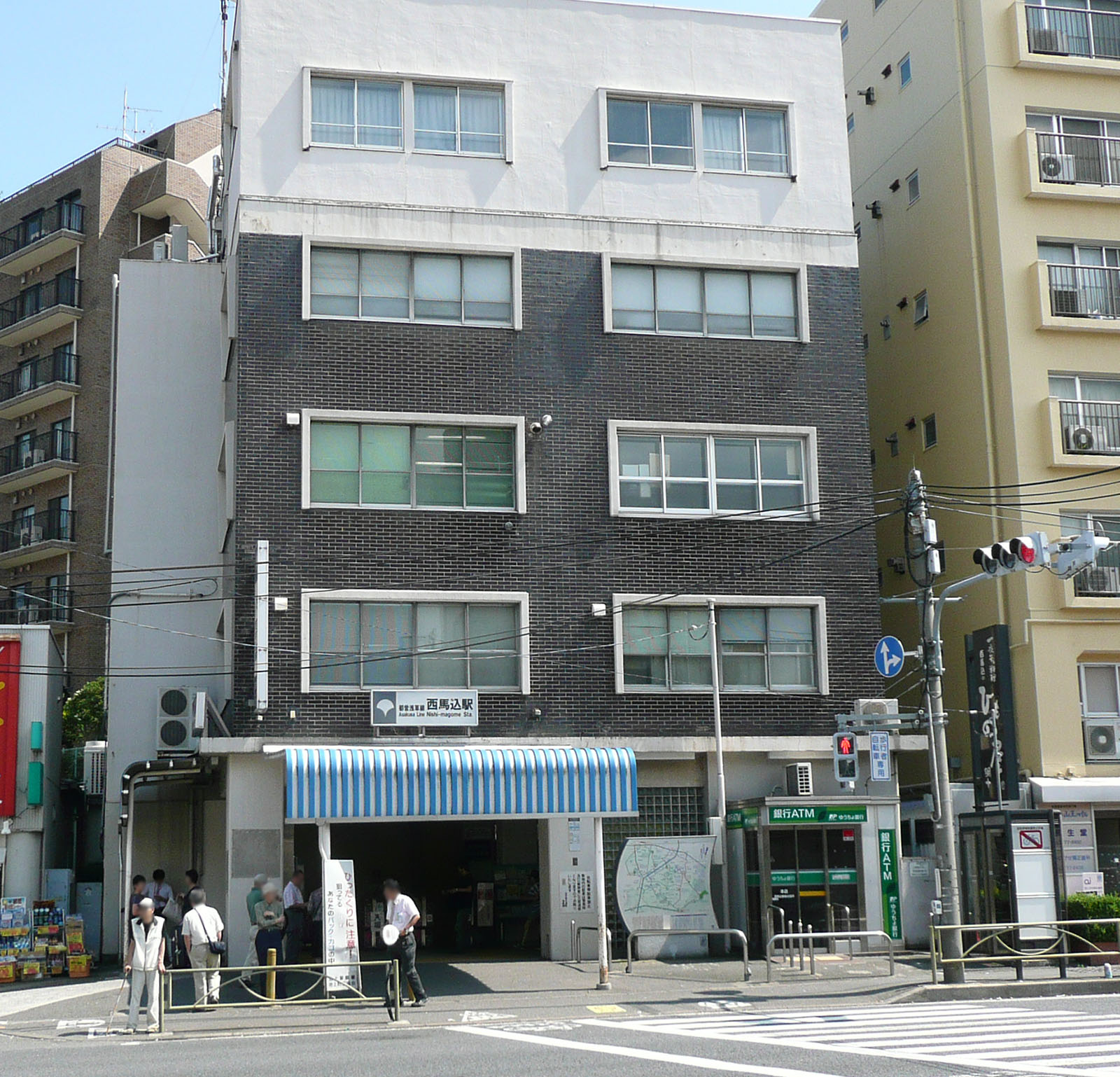
南口（2011年8月）

西馬込駅（にしまごめえき）は、東京都大田区西馬込二丁目にある、東京都交通局（都営地下鉄）浅草線の駅である。駅番号はA 01。
都営地下鉄の駅では最南端で、東京の地下鉄全体でも最南端に位置する駅である。当駅の南側に、浅草線の車両基地である馬込車両検修場（東京都交通局馬込庁舎）がある。

## 歴史
- 1968年（昭和43年）11月15日：都営1号線の駅として開業[4]。
- 1978年（昭和53年）7月1日：都営1号線を浅草線に改称[4]。
- 2007年（平成19年）3月18日：ICカード「PASMO」の利用が可能となる[5]。
- 2013年（平成25年）
  - 3月30日：東口が供用開始[6]。
  - 11月25日：南口から1番線への直進通路が開通する[注釈 1]
- 2023年（令和5年）11月18日：ホームドアの運用を開始[7]。交通局が管理する都営地下鉄の駅では、最後の設置駅となった。

## 駅構造
相対式ホーム2面2線を有する地下駅である。2009年度に行われた改装工事で、ホーム側壁と西口改札内コンコースが白色タイル張りとなった。
駅長事務室は西口にある。かつては五反田駅務管理所西馬込駅務区として西馬込 - 戸越間の各駅を管理していたが、五反田駅務区に統合された。

### 改札・出入口
ホームは地下3階にあるが、ホームから南口・西口改札へ向かうには一度地下4階へと下りなければならない。東口改札についてはホーム同階に位置しているため、1番線ホームからであれば階段を下りずに改札口へ向かうことが可能である。
出入口および改札口は西口・南口・東口の3か所であり、改札は西口と南口がビルの地上1階、東口が地下3階にある。西口にはバリアフリートイレおよび男女別のトイレと上りエスカレーターがある。南口には定期券発売機があり、上りエスカレーターが階段の途中の一部分に設置されている。東口には出入口と改札階を結ぶエレベーターが設置されている。
相対式ホームの終着駅だが、どちらのホームも押上方面となっているため、次の列車の発車番線は通路の途中にある発車標で確認する必要がある。また、地上へのエレベーターは前述の通り1番線ホームから直結する東口にのみ設置されているため、2番線ホームからはホーム南端（南口側）のエレベーターを乗り継ぎ、地下4階経由で1番線ホーム側に回る必要があり、時間を要する。このため浅草線各駅の時刻表には当駅での到着番線が表記されている。
ホームの南側（川崎方面）には引き上げ線と馬込車両検修場への引き込み線が設置されている。なお、2004年6月まではこの引き上げ線から折り返す形で分岐し、2番線ホームの裏を通って駅北側の旧・馬込車両工場へ続く引き込み線があったが、新検修場への機能移転によって廃止され、トンネル跡地の一部に2番線ホームと南口方面へのコンコースを結ぶエスカレーター・エレベーターが新設されている。

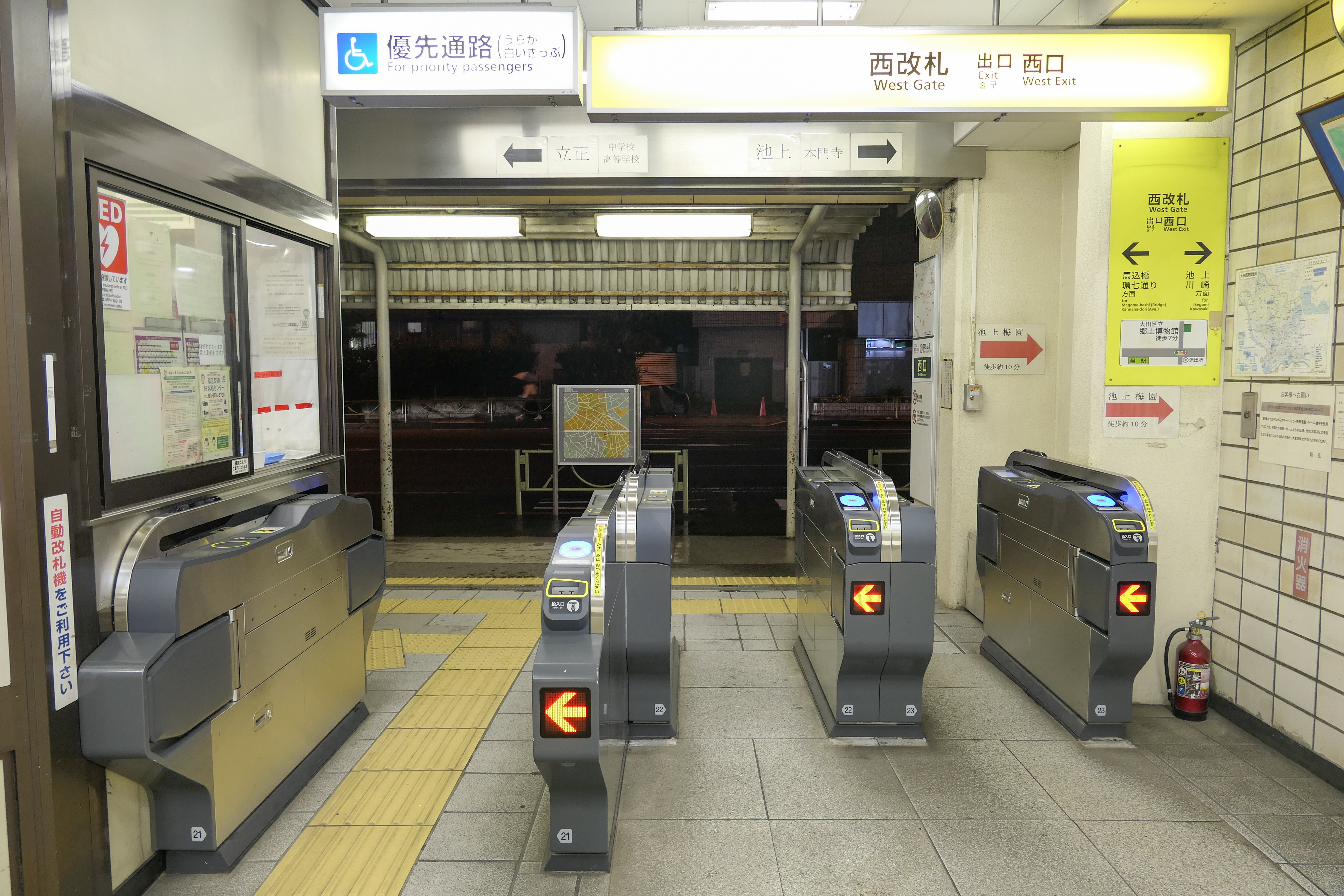
西改札（2023年6月）
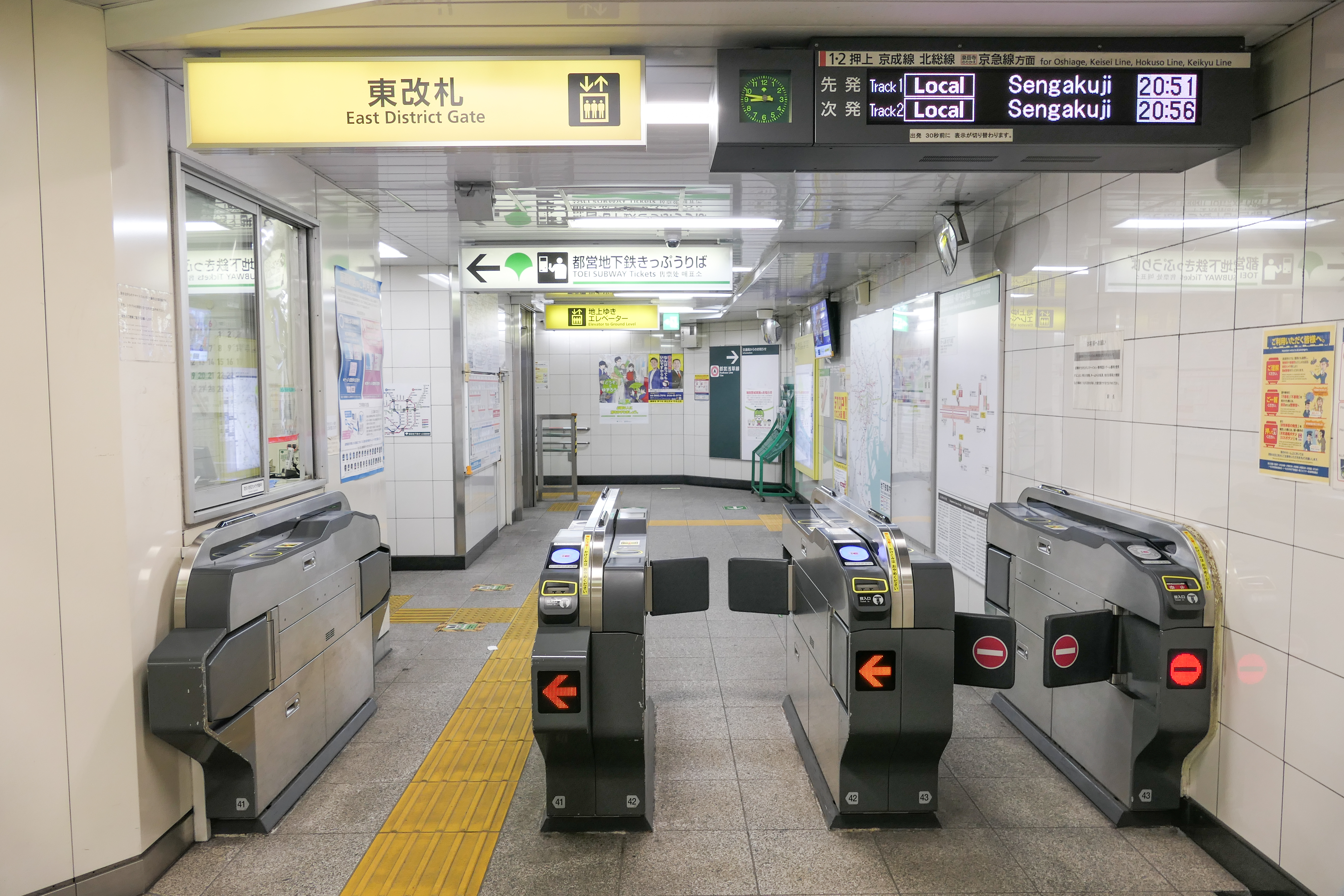
東改札（2023年6月）
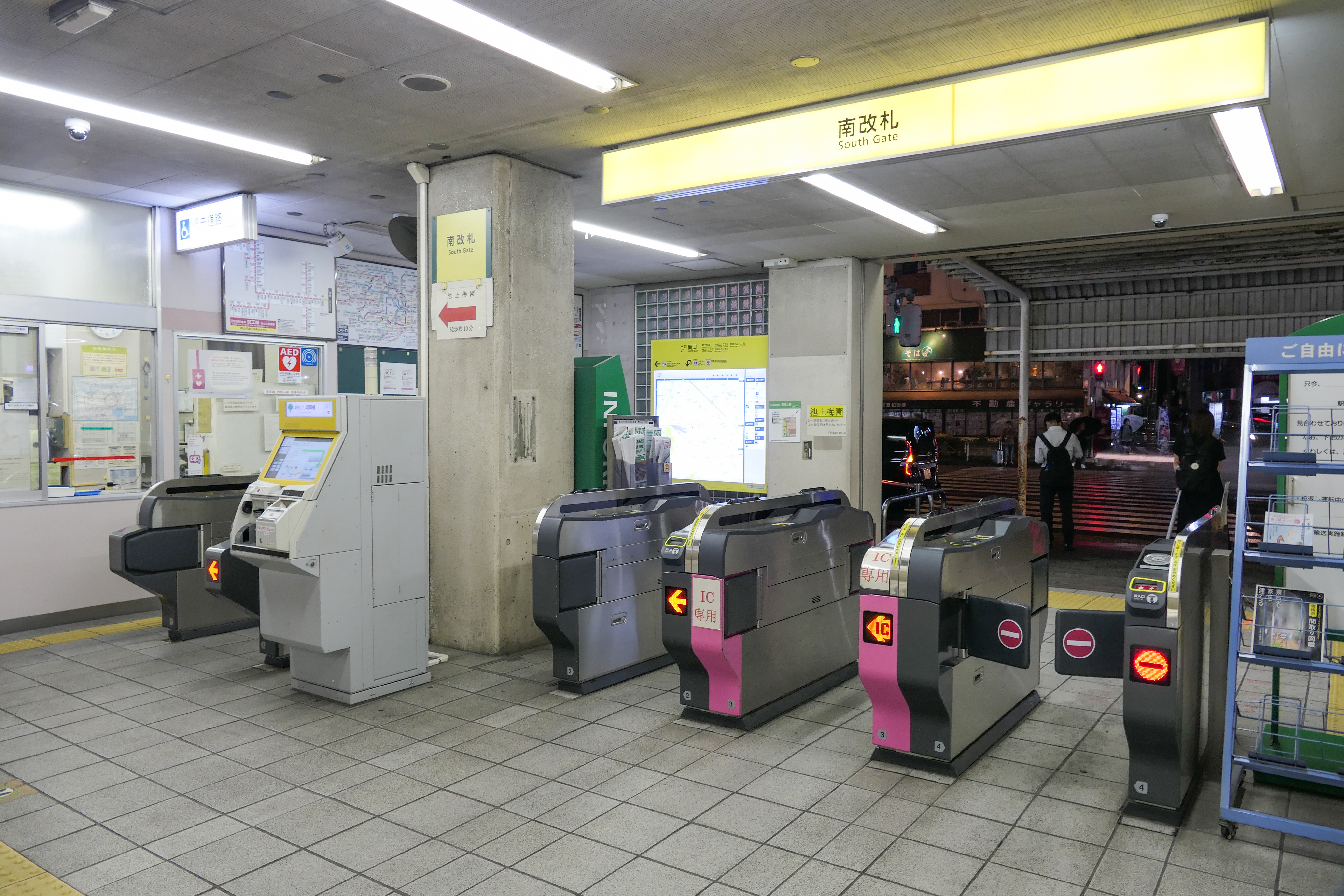
南改札口（2023年6月）

### のりば
| 番線 | 路線       | 行先                       |
| ---- | ---------- | -------------------------- |
| 1・2 | 都営浅草線 | 押上・ 京成線・ 北総線方面 |

（出典：都営地下鉄:駅構内図）

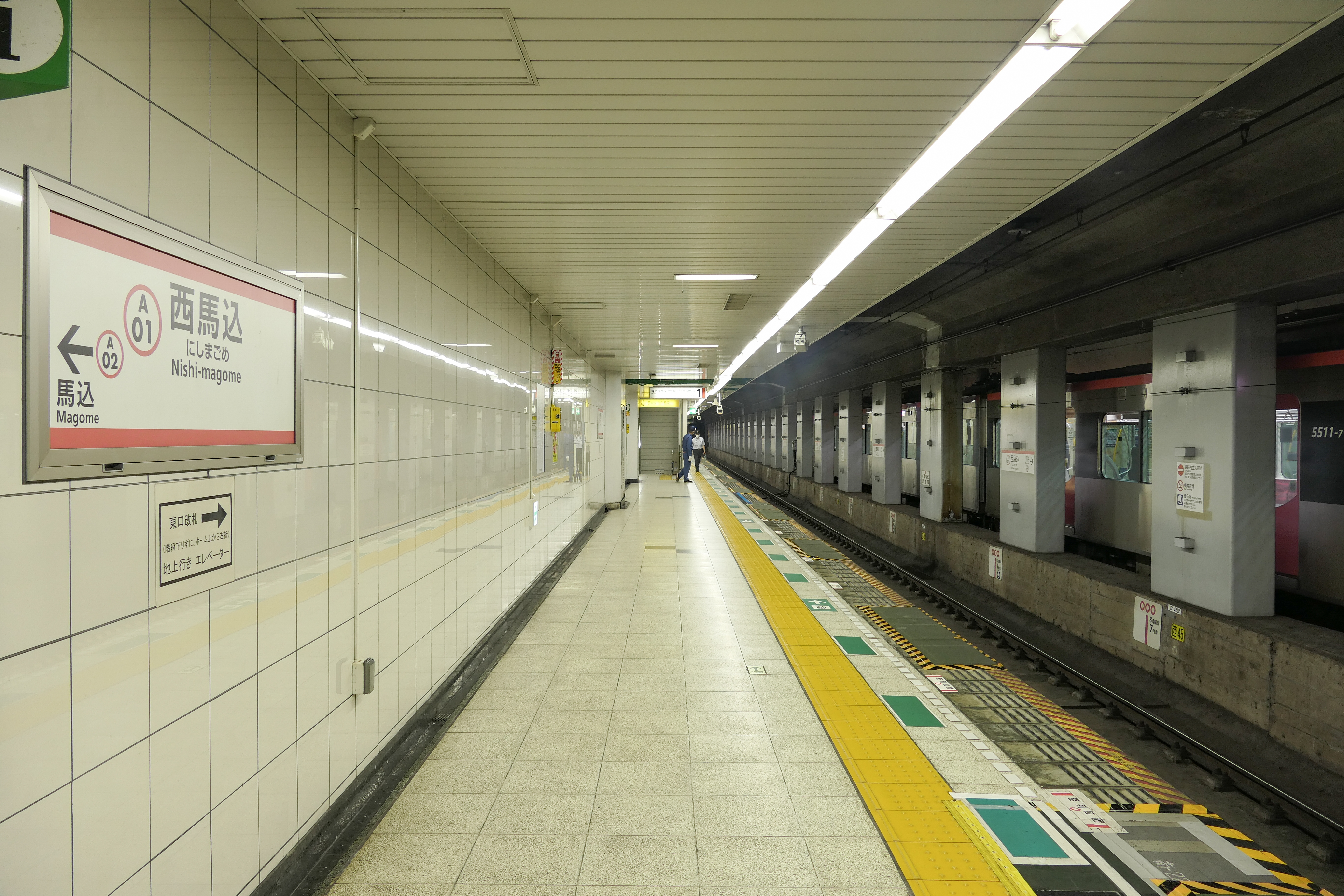
1番線ホーム（2023年6月）
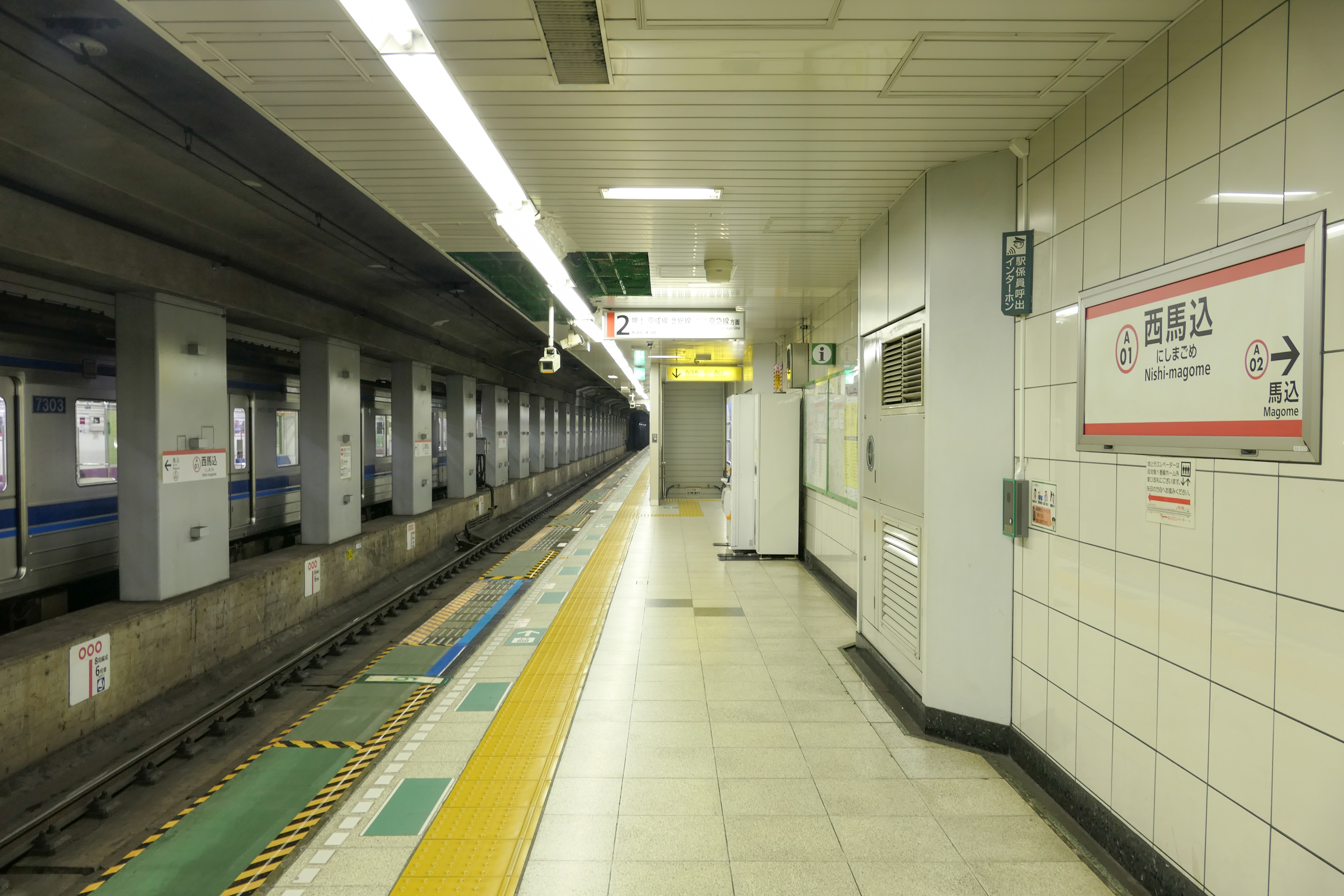
2番線ホーム（2023年6月）

## 利用状況
2023年（令和5年）度の1日平均乗降人員は42,045人（乗車人員：21,341人、降車人員：20,704人）である。
近年の1日平均乗降・乗車人員の推移は下表の通り。

### 平成
| 年度               | 1日平均 乗降人員 | 1日平均 乗車人員 | 出典     |
| ------------------ | ---------------- | ---------------- | -------- |
| 1990年（平成02年） |                  | 14,258           | [ * 1 ]  |
| 1991年（平成03年） |                  | 14,784           | [ * 2 ]  |
| 1992年（平成04年） |                  | 14,964           | [ * 3 ]  |
| 1993年（平成05年） |                  | 15,055           | [ * 4 ]  |
| 1994年（平成06年） |                  | 15,304           | [ * 5 ]  |
| 1995年（平成07年） |                  | 15,145           | [ * 6 ]  |
| 1996年（平成08年） |                  | 15,504           | [ * 7 ]  |
| 1997年（平成09年） |                  | 15,589           | [ * 8 ]  |
| 1998年（平成10年） |                  | 15,816           | [ * 9 ]  |
| 1999年（平成11年） |                  | 15,880           | [ * 10 ] |
| 2000年（平成12年） |                  | 16,227           | [ * 11 ] |
| 2001年（平成13年） |                  | 16,488           | [ * 12 ] |
| 2002年（平成14年） |                  | 16,819           | [ * 13 ] |
| 2003年（平成15年） | 33,451           | 17,109           | [ * 14 ] |
| 2004年（平成16年） | 33,667           | 17,203           | [ * 15 ] |
| 2005年（平成17年） | 34,068           | 17,397           | [ * 16 ] |
| 2006年（平成18年） | 35,630           | 18,215           | [ * 17 ] |
| 2007年（平成19年） | 37,072           | 18,913           | [ * 18 ] |
| 2008年（平成20年） | 38,208           | 19,449           | [ * 19 ] |
| 2009年（平成21年） | 38,233           | 19,422           | [ * 20 ] |
| 2010年（平成22年） | 38,390           | 19,492           | [ * 21 ] |
| 2011年（平成23年） | 38,590           | 19,606           | [ * 22 ] |
| 2012年（平成24年） | 39,763           | 20,174           | [ * 23 ] |
| 2013年（平成25年） | 42,870           | 21,761           | [ * 24 ] |
| 2014年（平成26年） | 43,086           | 21,843           | [ * 25 ] |
| 2015年（平成27年） | 44,455           | 22,533           | [ * 26 ] |
| 2016年（平成28年） | 45,770           | 23,179           | [ * 27 ] |
| 2017年（平成29年） | 47,457           | 24,027           | [ * 28 ] |
| 2018年（平成30年） | 48,687           | 24,652           | [ * 29 ] |

### 令和
| 年度               | 1日平均 乗降人員 | 1日平均 乗車人員 | 出典     | 出典       |
| 年度               | 1日平均 乗降人員 | 1日平均 乗車人員 | 東京都   | 交通局     |
| ------------------ | ---------------- | ---------------- | -------- | ---------- |
| 2019年（令和元年） | 49,538           | 25,072           | [ * 30 ] | [ 都交 2 ] |
| 2020年（令和02年） | 37,273           | 18,863           |          | [ 都交 3 ] |
| 2021年（令和03年） | 37,078           | 18,802           |          | [ 都交 4 ] |
| 2022年（令和04年） | 39,302           | 19,954           |          | [ 都交 5 ] |
| 2023年（令和05年） | 42,045           | 21,341           |          | [ 都交 1 ] |

## 駅周辺
- 国道1号（第二京浜）
- 池上本門寺
- 池上梅園
- 大田区立郷土博物館
- 龍子記念館
- 立正大学付属立正中学校・高等学校 馬込キャンパス
- 大田区立馬込中学校
- 大田区立大森第十中学校
- 大田区立梅田小学校
- 東京都立大田桜台高等学校
- 馬込八幡神社
- 大田区立熊谷恒子記念館

### バス
最寄りのバス停は「西馬込駅前」停留所である。第二京浜上にあり、東急バスが運行を担当する以下の路線が乗り入れる。
- 反01・反02：中延駅前経由 五反田駅行
- 反01：多摩川大橋・遠藤町経由 川崎駅ラゾーナ広場行
- 反02・森01：池上警察署行（平日早朝・深夜のみ運行）
- 森01：大田文化の森・大森駅経由 大森操車所行（平日早朝・深夜のみ運行）

## 隣の駅
東京都交通局（都営地下鉄）
 都営浅草線
西馬込駅 (A 01) - 馬込駅 (A 02)